# Dümpten
Dümpten ist eine alte bäuerliche Streusiedlung, die in der nördlichsten Spitze des bergischen Landes zwischen den Ruhrhöhen und der Emscherniederung liegend, sich erst im Zuge der Industrialisierung zu einem Industriestandort entwickelte. Im Zuge einer Neuordnung des Raumes wurde Dümpten teilweise Mülheim und teilweise Oberhausen zugeordnet. Hier wird der Mülheimer Stadtteil behandelt.

## Lage
Der nördlichste Mülheimer Stadtteil des Stadtbezirks Rechtsruhr-Nord grenzt an Heißen, Altstadt II und Styrum. Weiterhin grenzt er an die Oberhausener Stadtteile Styrum und Dümpten und die Essener Stadtteile Bedingrade und Schönebeck. Die A 40 durchschneidet den Stadtteil. Der größte Teil liegt nördlich der Autobahn A40.

## Geschichte

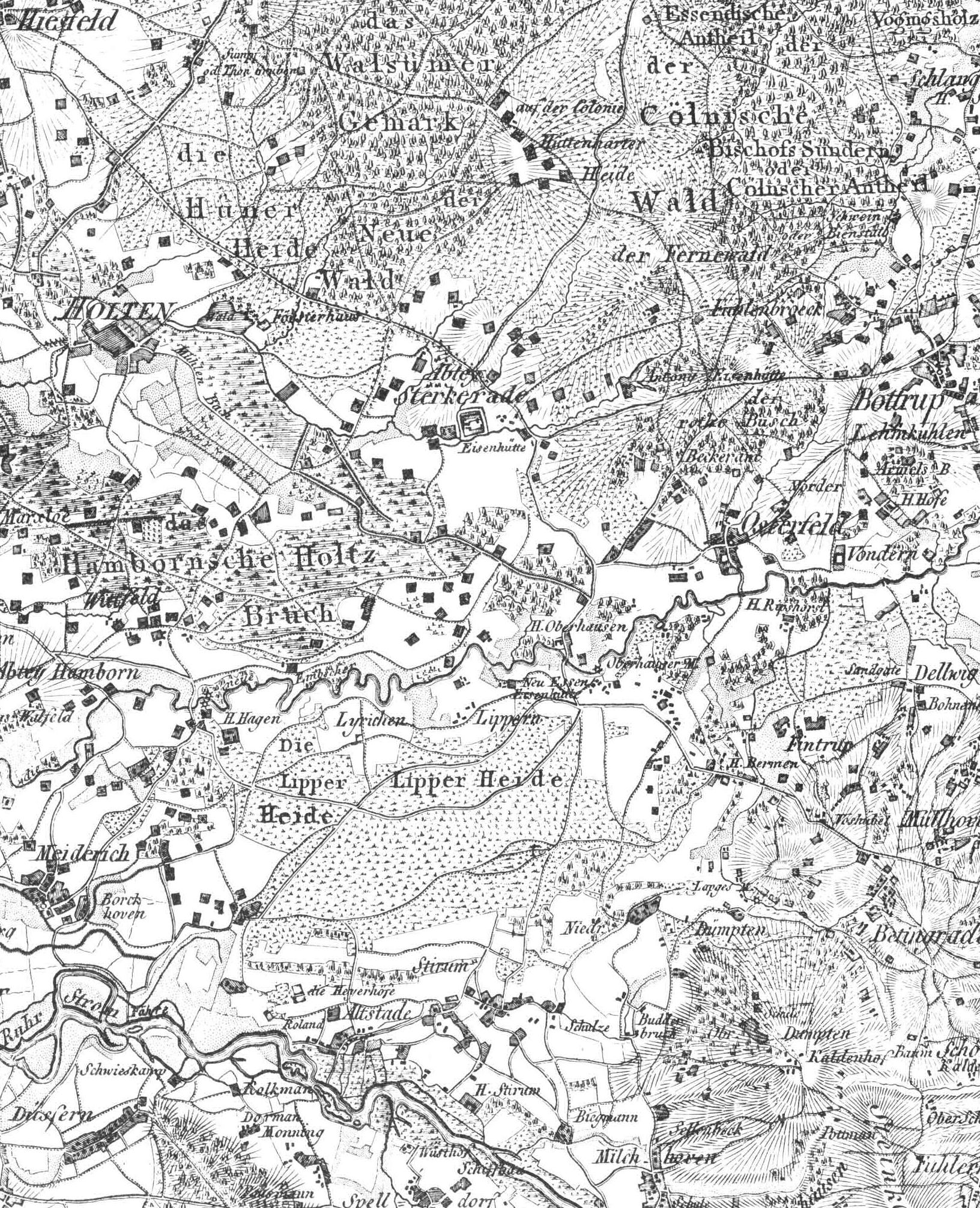
Das Gebiet der Lipper Heide auf der Karte von Le Coq 1805, südöstlich der Heide die Bauerschaften Ober- und Nieder-Dümpten

Dümpten gehörte zusammen mit dem Oberhausener Stadtteil im Spätmittelalter und in der Frühen Neuzeit zur bergischen Herrschaft Broich, zuletzt zur Bürgermeisterei Styrum. Bis etwa zum Ende des 19. Jahrhunderts bestand die Gemeinde Dümpten aus verstreut liegenden Höfen, die durch Wege verbunden waren, zum Beispiel die Denkhauser Höfe oder den alten Zehntweg. Am Rande der Ruhrhöhen führt die Mellinghofer Straße entlang und teilt die Bauerschaft in Oberdümpten und Unterdümpten. Der Stadtausbau entwickelte sich vor allem entlang dieser Straße. 1904 wurde Dümpten von der Bürgermeisterei Styrum gelöst und bildete dann bis 1910 eine eigene Bürgermeisterei. Das repräsentative Gebäude an der Mellinghofer Straße, Ecke Beutherstraße, heißt heute noch Bürgermeisteramt. Es beherbergt noch öffentliche Einrichtungen. Die kurze Beutherstraße ist nach dem einzigen Dümptener Bürgermeister benannt.
Der am 1. April 1910 nach Mülheim eingemeindete Stadtteil Dümpten besteht im Wesentlichen aus Oberdümpten. Da dem damaligen Mülheimer Bürgermeister Paul Lembke der nördliche Teil von Unterdümpten zu dicht besiedelt und auch zu stark vom Bergbau und Zechenkolonieen geprägt war, lehnte er dessen Eingemeindung ab und überließ ihn der Stadt Oberhausen. So gehört die Mellinghofer Straße wenig jenseits der Autobahn und das Gebiet der ehemaligen Zeche Roland zu Oberhausen-Dümpten. Lange Zeit noch griffen die Kirchengemeinden in MH-Dümpten auf Oberhausen-Dümptener Gebiet aus.
Die Dümptener pflegen die Erinnerung an ihre Eigenständigkeit und nennen den Ort gerne Königreich Dümpten.
Auf der Trasse der jetzigen A 40 verlief die Zechenbahn gradlinig von der Zeche Vereinigte Sellerbeck am Rande Oberdümptens über Zeche Roland zum Bahnhof Oberhausen. Alte Straßennamen erinnern an die Bergbaugeschichte der Gegend.

## Kirchen
Die evangelische Kirche in Oberdümpten wurde 1892, fünf Jahre nach der Konstituierung der evangelischen Gemeinde, vom Wuppertaler Architekten Gerhard August Fischer erbaut (bis 1922 mit spitzem 50 m hohem Turm, heute 32 m). Sie wurde im November 1944 durch einen Bombenangriff erheblich zerstört. Erst im April 1952 konnte sie nach Wiederaufbau neu eingeweiht werden. Seit 1988 steht sie unter Denkmalschutz. Die Orgel stammt von der Vlothoer Orgelbaufirma Steinmann. Sie wurde 1980 umgebaut und zuletzt 2003/4 von der Firma Hans van Rossum aus Andel, Niederlande, umfassend restauriert. Seit Sommer 2018 trägt sie den Namen „Matthäuskirche“.
Für die Katholiken wurde 1887 eine einfache Kirche erbaut, die ebenfalls in der Nacht zu Allerheiligen 1944 den Bomben zum Opfer fiel. 1954/5 konnte durch den Architekten Alfons Leitl aus Trier die neue Kirche erbaut werden. Sie ist der Schutzheiligen der Bergleute, der Heiligen Barbara, gewidmet (→ St. Barbara (Dümpten)).
Für sonstige Sehenswürdigkeiten siehe Liste der Baudenkmäler in Dümpten

## Verkehr
Der Stadtteil wird durch die Mellinghofer Straße (Landesstraße 450 in der westlichen Umgehung dann Mannesmann-Straße) erschlossen und an das Stadtzentrum sowie an die A 40 angebunden.
Auf der Mellinghofer Straße verkehrt auch, von Oberdümpten her kommend, die Straßenbahnlinie 102 der Straßenbahn Mülheim/Oberhausen. Außerdem wird Dümpten von den Buslinien 125, 129, 136 und 976 bedient, im Nachtverkehr von den Buslinien NE1, NE3 und NE10.
| Linie | Verlauf | Takt (Mo–Fr)                              | Betreiber        |
| ----- | --- | ----------------------------------------- | ---------------- |
| 102   | Oberdümpten – Dümpten – Aktienstraße – Mülheim Hbf – Stadtmitte – Schloß Broich – Broich – Uhlenhorst | 15 min (10 min an Schultagen von 7-9 Uhr) | Ruhrbahn         |
| 125   | Oberhausen-Wehrstraße – Dümpten – Sellerbeckstraße – Eppinghofen – Mülheim Hbf – Mülheim Stadtmitte – Schloß Broich – Broich – Speldorf (– Peterstraße) – Südhafen – Ruhrorter Straße | 15 (30) min                               | Ruhrbahn         |
| 129   | Broich Friedhof – Speldorf – Raffelberg – Schleuse Raffelberg – Styrum Friesenstraße – Hauskampstraße/Bf Styrum – Styrum Sültenfuß – Dümpten – Winkhausen – Heißen Kirche – Eichbaum – Mülheim-Heimaterde – Essen-Haarzopf Erbach                                                               | 30 min                                    | Ruhrbahn         |
| 136   | Oberhausen-Anne-Frank-Realschule – Oberhausen Hbf – Mülheim-Dümpten – Winkhausen – Heißen Kirche | 60 min                                    | Ruhrbahn / STOAG |
| 976   | Königshardt Falkestr. – Tackenberg – OB-Sterkrade Bf – Buschhausen Mitte – Stadtwerke – Oberhausen Hbf – Styrum Nohlstr. – Schladschule – Schlad Wehrstr. – Mülheim-Dümpten Heifeskamp | 20 min                                    | STOAG            |
| NE1   | MH-Stadtmitte → Dieter-aus-dem-Siepen-Platz → Dümpten → Eppinghofen → Winkhausen → Heißen Kirche → Mühlenfeld → Christianstraße → Gracht → Dieter-aus-dem-Siepen-Platz → Mülheim Hbf Nordeingang → MH-Stadtmitte Gegenrichtung zur Linie NE3                                                    | 60 min                                    |                  |
| NE3   | MH-Stadtmitte → Dieter-aus-dem-Siepen-Platz → Mülheim Hbf Nordeingang → Christianstraße → Mühlenfeld → Heißen Kirche → Winkhausen → Dümpten → Eppinghofen → Dieter-aus-dem-Siepen-Platz → MH-Stadtmitte Gegenrichtung zur Linie NE1                                                             | 60 min                                    | Ruhrbahn         |
| NE10  | OB-Sterkrade Bf – Schloss Oberhausen – Neue Mitte Oberhausen – Knappenmarkt – Oberhausen-Wehrstraße – Mülheim-Dümpten – Mülheim Hbf Nordeingang(←)/Dieter-aus-dem-Siepen-Platz(→) – Mülheim Stadtmitte – Schloß Broich – Broich – Saarn Alte Straße → Saarner Kuppe – Oemberg ← Saarn Lindenhof | 60 min                                    | Ruhrbahn / STOAG |

## Freizeit
In Dümpten betreibt das Hotel Kämpkens Hof zwischen der A 40 und der Oberdümptener Haupterschließungsstraße, den Denkhauser Höfen, neben Tennisanlagen ein Freibad und einen durch Quellwasser gespeisten Angelteich.

## Söhne und Töchter von Dümpten
- Eduard von Glöden (1801–1861), Freimaurer und Kunstsammler
- Wilhelm Füllenbach (1887–1948), Jurist und Politiker, Oberbürgermeister von Düsseldorf
- Manuellsen (1979–    ), Musiker und Schauspieler
- Ernst Oberfohren (1881 – 1933), deutscher Politiker der DNVP